# Tenaille (fortification)
Pour les articles homonymes, voir Tenaille (homonymie).
En fortification bastionnée, une tenaille est  un ouvrage extérieur placé devant une courtine entre deux bastions,. Elle peut prendre une des deux formes suivantes :
1. simple si elle est constituée de deux faces en angle rentrant alignées avec les faces des bastions qui la jouxtent.
2. brisée ou à flancs si elle est constituée d'un mur central parallèle à la courtine flanqué de deux demi bastions.

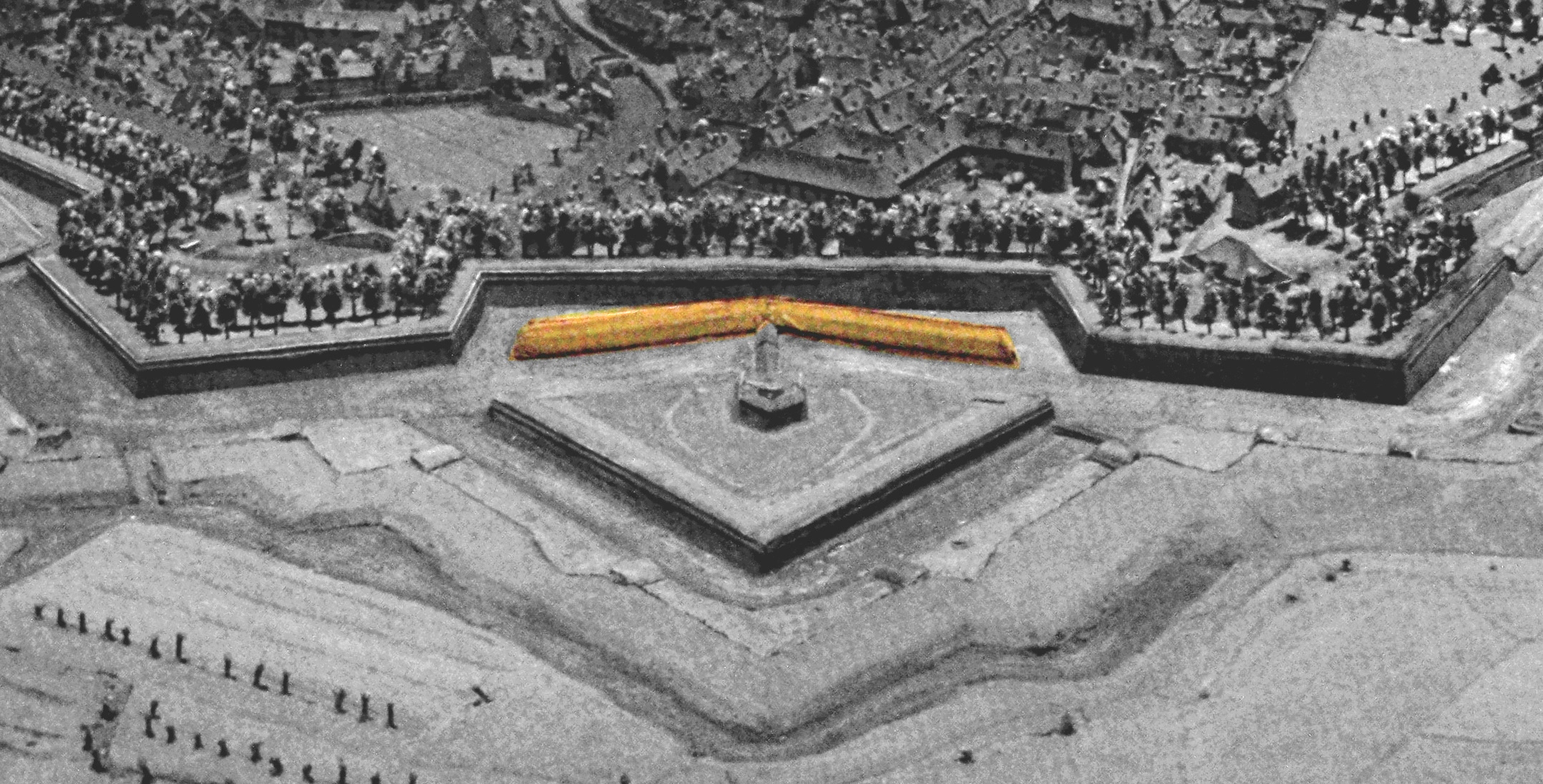
Tenaille simple vue sur le plan-relief d'Ath.
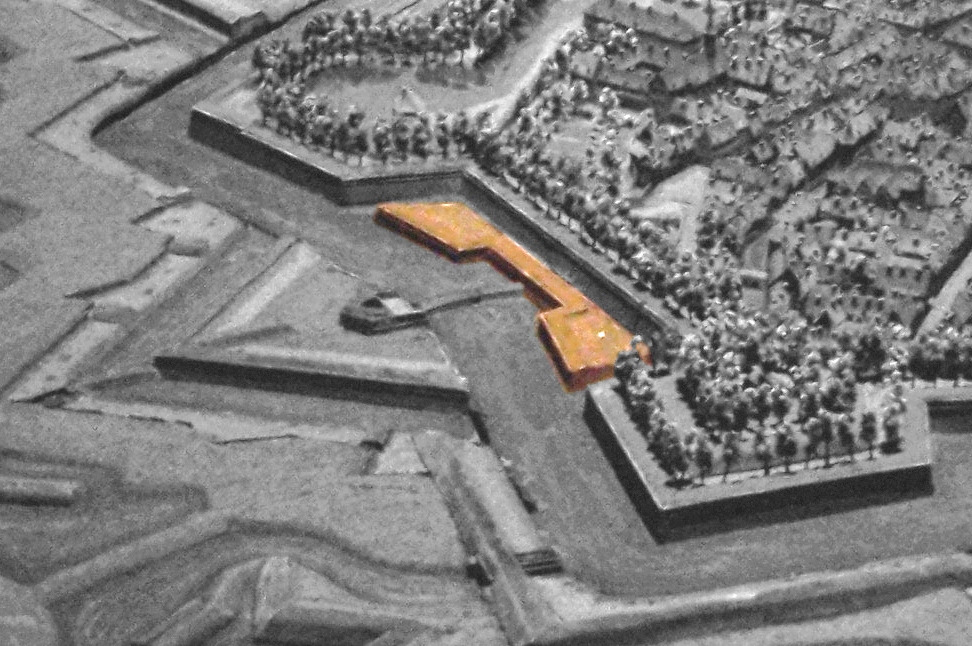
Tenaille à flancs vue sur le plan-relief d'Ath.

La tenaille à flanc désigne également un ouvrage extérieur, qui appparait comme une forme simplifiée de l'ouvrage à cornes (pour la tenaille simple) et l'ouvrage à couronne (pour la tenaille double). De construction basse, elles n'ont cependant pas leur rôle et sont un ancêtre de la tenaille en pied de courtine. Lorsque ces constructions se retrécissent du côté de la place, avec des flancs extértieurs qui ne sont plus parallèles, on les appelle respectivement « queue d'aronde » et « bonnet à prêtre ».
Ce type d'ouvrage est considéré comme dépassé par les tenailles modernes, et donc plutôt destinées à la fortification provisoire. Elles sont rarement conservées dans les ouvrages modernisés.

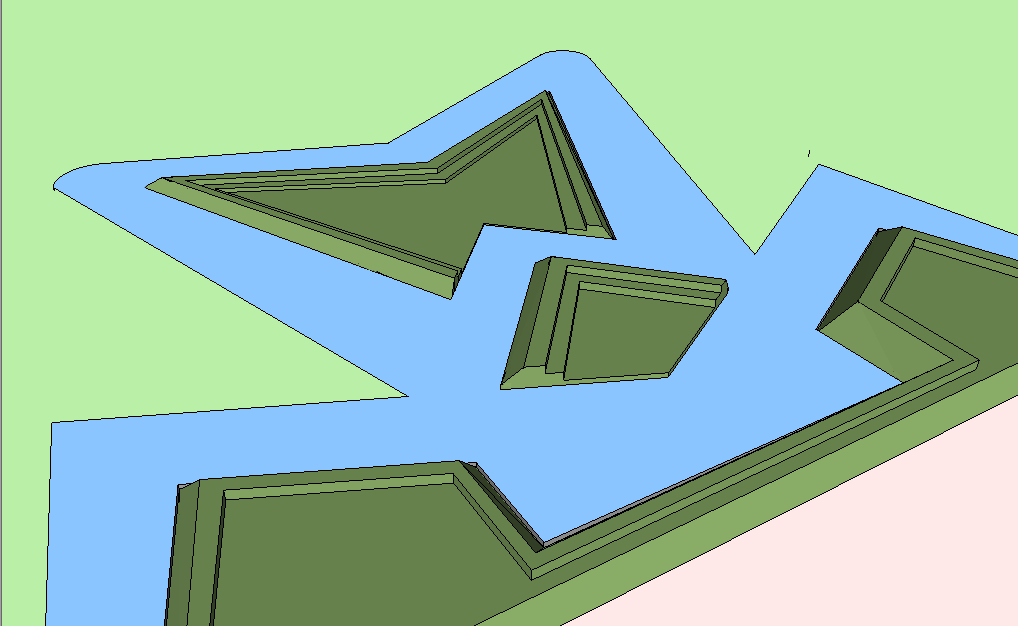
Tenaille simple de type « queue d'aronde », devant une demi-lune.
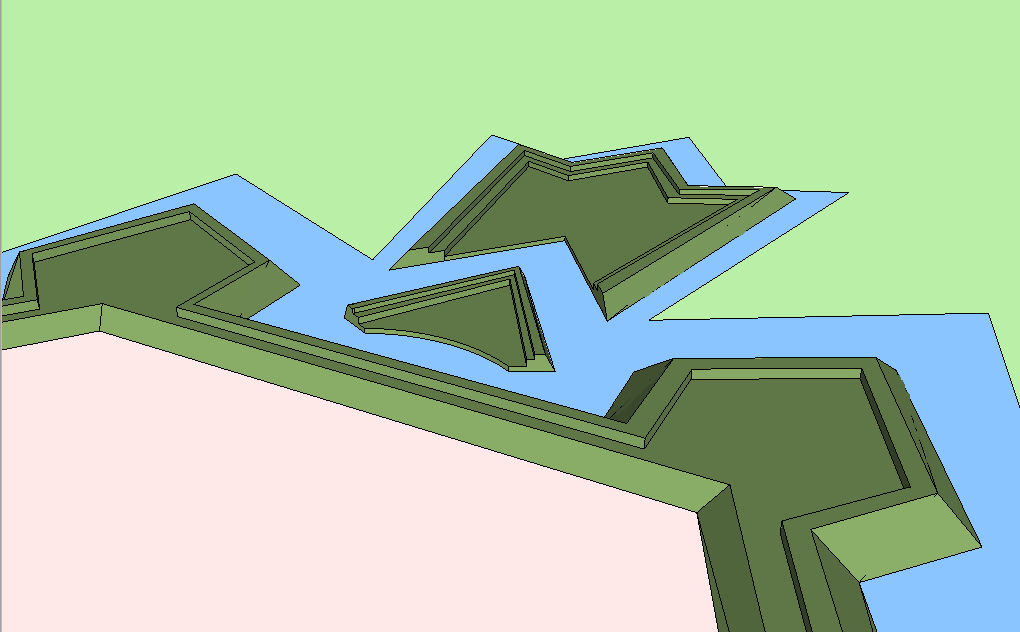
Tenaille double de type « bonnet à prêtre », devant une demi-lune.